# Meihuashan
Meihuashan (kinesiska: 梅花山, 梅花山街道) är en socken i Kina. Den ligger i provinsen Shandong, i den östra delen av landet, omkring 310 kilometer öster om provinshuvudstaden Jinan. Antalet invånare är 22206. Befolkningen består av 10 949 kvinnor och 11 257 män. Barn under 15 år utgör 14,0 %, vuxna 15-64 år 71 %, och äldre över 65 år 13,0 %. Meihuashan ligger vid sjön Chanzhi Shuiku.
Genomsnittlig årsnederbörd är 784 millimeter. Den regnigaste månaden är juli, med i genomsnitt 259 mm nederbörd, och den torraste är januari, med 12 mm nederbörd.